# Pitch and putt
 (mars 2024).
Si vous disposez d'ouvrages ou d'articles de référence ou si vous connaissez des sites web de qualité traitant du thème abordé ici, merci de compléter l'article en donnant les références utiles à sa vérifiabilité et en les liant à la section « Notes et références ».
 (Mars 2024).

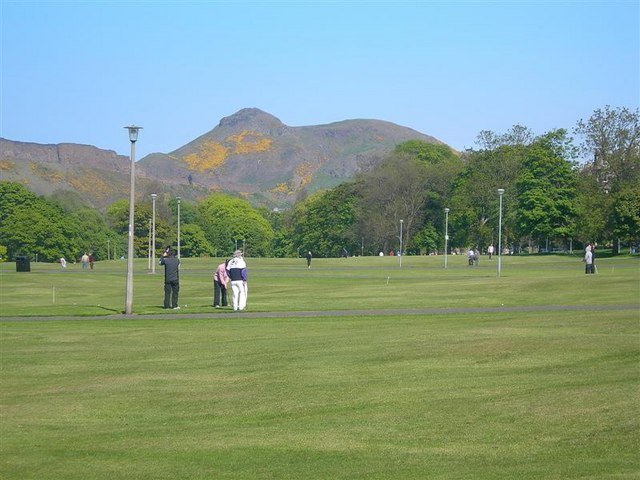

Le pitch and putt est un parcours de golf aux dimensions réduites dont la superficie varie entre 5 et 15 hectares. Ce type de parcours est créé en 1929 en Irlande pour permettre aux joueurs de tous niveaux et de toutes les classes sociales d'y jouer, ce qui lui vaudra son surnom de "golf des travailleurs".

## Présentation
Un parcours pitch and putt est composé de 9 ou 18 trous de "par 3" dont la distance doit être comprise entre 40 et 90 mètres (les trous les plus longs au golf classique atteignant parfois près de 500 mètres).
Le parcours se joue avec 3 clubs maximum (au lieu de 14) dont le putter.
Les parcours pitch and putt sont ainsi moins chers à la construction et à l'entretien et requièrent moins d'équipement, ils permettent de jouer ou découvrir le jeu à moindre coût. 
La pratique du pitch and putt met l'accent sur le jeu court, à savoir les approches et le putting.
En France, cette discipline est pratiquée sous l'égide de la FPP et du CPPF,.
Au niveau international, plusieurs instances coexistent : EPPA, IPPA, FIPPA,.
En France, une opération immobilière, Le Domaine de Whitley, a été construite autour de deux parcours Pitch and Putt, au sud du Touquet-Paris-Plage.